# Vrbovski, Belgrad
Vrbovski este o localitate în zona suburbană a orașului Belgrad, comuna Palilula, Banat, Serbia.